# Manuel Pino
Manuel Pino là giáo sư trường Scottsdale Community College ở Arizona. Ông xuất thân từ một làng của người Tewa, phía tây Albuquerque, New Mexico.
Ông chống đối việc đào khai thác urani. Đề tài của bài luận văn xã hội học của ông là "The Destructive Impact of Uranium Mining on Native American Culture". Ông đã nói chuyện trong nhiều hội nghị quốc tế, trong đó có hội nghị "World Uranium Hearing" 1992 ở Salzburg (Áo) về nạn nhân của việc đào mỏ urani, về depleted uranium (urani gồm phần lớn là đồng vị urani-238), kết hợp với những cái chết vì bệnh ung thư do nhiễm xạ.
Năm 2008, Manuel Pino được thưởng Giải Tương lai phi hạt nhân.